# Буффлер, Станислас де
Станислас де Буффлер (1738—1815 г.) — французский писатель.
Сын капитана гвардии при короле польском Станиславе, маркиза Буффлер-Ремьенкура, и известной куртизанки прошлого века Марии Буффлер. Он предназначался сначала к духовному званию, но потом поступил на французскую военную службу. Попав в немилость у двора, он был отправлен губернатором на Сенегал, где заявил себя многими полезными мерами.
По возвращении на родину предался литературным занятиям; в 1789 г. был избран в национальное собрание, где отличался умеренностью воззрений. Покинув в 1792 г. Францию, он был гостеприимно принят королём Фридрихом Вильгельмом II; вернувшись во Францию, он вступил, в качестве старого академика, в новоучрежденный Наполеоном институт.
Из его сочинений особенно заслуживают внимания: «Lettres du chevalier de B. à sa mère sur son voyage en Suisse» (1770) и рассказ «Aline, reine de Golconde». Полное собрание его сочинений издано в Париже в 1852 г.